# Borussia Dortmund/Saison 2020/21
Der Artikel behandelt den Verlauf der Saison 2020/21 des deutschen Fußball-Bundesligisten Borussia Dortmund.

## Vorbereitung auf die Saison

### Personalveränderungen
Der defensiv variabel einsetzbare Argentinier Leonardo Balerdi, der in der Vorsaison lediglich acht Einsätze für die erste Mannschaft hatte verbuchen können, wurde zur Erlangung weiterer Spielpraxis in die französische Ligue 1 an den Vizemeister Olympique Marseille verliehen. Dženis Burnić, ehemaliger Juniorennationalspieler und zuletzt im Frühjahr 2017 für den BVB am Ball gewesen, wurde nach mehreren Leihstationen fest an den Zweitligisten 1. FC Heidenheim abgegeben. Mario Götze, der spätestens seit der Verpflichtung des Cheftrainers Favre einen schweren Stand innerhalb der Mannschaft gehabt hatte, verlängerte seinen auslaufenden Vertrag nicht mehr und war nun ablösefrei zu haben. Einer der entscheidenden Faktoren in den vergangenen zwei Jahren war Achraf Hakimi gewesen, der erst defensiv und dann offensiv die Außenbahnen bespielte und an vielen Treffern beteiligt war; mit seinem Stammverein Real Madrid konnte keine Vereinbarung für eine Festverpflichtung erzielt werden und der Spieler wechselte schließlich zu Inter Mailand. Der Weltmeister von 2014, André Schürrle, war nie richtig in Dortmund angekommen und beendete schließlich nach der Rückkehr von seiner zweiten Leihe seine aktive Karriere. Darüber hinaus verließen Ersatztorwart Eric Oelschlägel sowie Verteidiger Ömer Toprak, der nach dem Klassenerhalt in Bremen verblieb, den Verein.
Als Verstärkung für den defensiven Flügel kam der belgische Weltmeisterschaftsdritte von 2018, Thomas Meunier, aus Paris, der 17-jährige Jude Bellingham, variabel im Mittelfeld einsetzbar, schloss sich ebenfalls dem BVB an. Bellingham hatte vorher in der zweitklassigen englischen Championship gespielt und schlug einen ähnlichen Weg wie sein Landsmann Jadon Sancho ein. Mit dem „Zehner“ Reinier folgte ein 18-Jähriger aus der Jugend Real Madrids auf Hakimi; wie bei diesem wurde ein zweijähriges Leihgeschäft vereinbart. Darüber hinaus kehrten die Leihspieler Marius Wolf und Felix Passlack ins Team zurück.

### Testspiele und Trainingslager
Nach dem Trainingsauftakt am 3. August 2020 reiste der BVB vom 10. bis zum 17. August wie gewohnt ins Sommertrainingslager im Schweizer Kurort Bad Ragaz. Im österreichischen Altach wurden analog zu den Vorjahren wieder Testspiele ausgetragen, die Gegner waren diesmal der heimische SCR Altach sowie wiederholt dessen Erstligakonkurrent Austria Wien. Altach wurde mit 6:0 besiegt, gegen die Austria gelang den Dortmundern ein 11:2. Nach der Rückkehr in die Heimat wurden zwei einstündige Partien gegen den Drittligisten MSV Duisburg, gegen den später auch das Erstrundenspiel im Pokal anstand, sowie den niederländischen Europapokalteilnehmer Feyenoord Rotterdam ausgetragen. Ende des Monats folgten zwei weitere Freundschaftsspiele, die Gegner waren die Zweitligisten SC Paderborn 07 und VfL Bochum. Der MSV wurde besiegt, wohingegen Niederlagen gegen Feyenoord und Bochum sowie ein Remis gegen Paderborn folgten. Im letzten Freundschaftsspiel vor Beginn der Pflichtspielsaison trennte man sich mit 2:1 vom niederländischen Zweitligisten Sparta Rotterdam.
Neben den beiden Neuzugängen hatte die komplette erste Mannschaft das Trainingslager bezogen, Marco Reus wie auch Marcel Schmelzer verblieben jedoch in Dortmund und absolvierten Rehamaßnahmen, Reus kehrte aber Anfang September wieder zur Mannschaft zurück. Zusätzlich durften die A-Junioren Nnamdi Collins und Ansgar Knauff, der noch für die A-Jugend spielberechtigte und im Profikader stehende Youssoufa Moukoko sowie die U23-Akteure Stefan Drljača, Taylan Duman, Maximilian Hippe und Immanuël Pherai mitreisen. An den Testspielen in Deutschland wirkten weiters Richmond Tachie, Alaa Bakir und Moritz Broschinski aus dem Regionalligateam mit.

## Saison 2020/21 – Bundesliga, DFB-Pokal, DFL-Supercup und UEFA Champions League

### Hinrunde
Im ersten Saisonspiel setzte sich der BVB mit einem ungefährdeten 5:0 gegen den Reviernachbarn und Drittligisten Duisburg in der 1. Runde des DFB-Pokals durch. Einem knappen 2:3 gegen den amtierenden Meister und Pokalsieger Bayern München um den Supercup folgte ab dem 3. Spieltag eine Serie von vier Siegen in der Bundesliga, wobei Roman Bürki jeweils ohne Gegentor blieb. Im weiteren Verlauf blieb man nur noch einmal gegentorlos, zum Ende der Hinrunde hatte Dortmund dann bereits sechsmal verloren, darunter mit 1:5 gegen Aufsteiger Stuttgart sowie gegen den 1. FC Köln und Union Berlin. Somit wurde ein Negativtrend aus der Vorsaison gegen statistisch schwächere Teams erneut bestätigt. Die Niederlage gegen den VfB bedeutete auch das Aus für Trainer Favre, auf den dessen bisheriger Assistent Edin Terzić folgte.
In der Champions League konnte die Mannschaft gegen Zenit St. Petersburg und den FC Brügge beide Aufeinandertreffen für sich entscheiden, aus den Duellen mit Lazio Rom holte man hingegen nur einen Zähler. Letztendlich gelang aber im Gegensatz zum Vorjahr und wie schon 2018/19 der Gruppensieg. Im Pokal wurde dann der Zweitligaaufsteiger Eintracht Braunschweig ebenfalls ohne Gegentreffer ausgeschaltet, womit zum zehnten Mal in Folge mindestens der Achtelfinaleinzug gelang.
In den ersten sieben Saisonspielen ließ Lucien Favre immer mit einer Dreierkette spielen, die in den meisten Fällen Mats Hummels, Manuel Akanji und Emre Can bildeten. Trotz eines durchschnittlichen Gegentors pro Partie setzte der Schweizer ab Oktober 2020 auch häufiger auf einen Viererverbund, um die Außenbahnspieler Raphaël Guerreiro auf Links und Thomas Meunier auf Rechts effektiver einzusetzen. Von den ersten sechs Mannschaften, die sich alle auf Europapokalrängen befanden, hatte Dortmund in der Hinrunde die zweitmeisten Gegentore (hinter Meister Bayern München) hinnehmen müssen und die mit Abstand meisten Niederlagen (bereits sechs) erlitten. Trotz eines kopfballstarken Stammverteidigers Mats Hummels zeigte sich Borussia Dortmunds Defensive wie bereits zwei Spielzeiten zuvor anfällig bei Standardsituationen, am ehesten bei gegnerischen Eckbällen. Hinzu kamen Schwächen bei Kopfbällen des Gegners sowie die mangelnde Sicherheit der Torhüter Bürki und Hitz bei Distanzschüssen, die häufiger in den Strafraum abgewehrt wurden sowie beider allgemeine Strafraumbeherrschung.
Der kicker ordnete Bürki in seiner Rangliste des deutschen Fußballs hinter den Konkurrenten Neuer, Gulácsi und Casteels auf Rang 4 ein, der die nationale Klasse bedeutete. Das renommierte Magazin attestierte ihm eine „überwiegend souveräne Hinrunde“ und machte einen zwischenzeitlichen Wechsel Lucien Favres mit Marwin Hitz als einen Wendepunkt aus, der Bürki fehleranfälliger gemacht hätte. Von den Dortmunder Innenverteidigern schaffte es nur Hummels auf die Liste, hinter dem Leverkusener Edmond Tapsoba belegte der mittlerweile 32-Jährige den zweiten Rang in der internationalen Klasse, wohingegen keiner die Weltklasse erreichte. Hummels war laut dem kicker als Anführer, „Abwehrchef“ und Stratege im Aufbauspiel eine wichtige Konstante im Dortmunder Spiel. Spielentscheidend schlechten Leistungen gegen Lazio im ersten Gruppenspiel, gegen Stuttgart und Leverkusen in der Liga sowie den bereits bekannten Temposchwächen standen ein allgemein gutes Stellungsspiel, das Schlagen von präzisen Flanken aus der eigenen Hälfte und diverse Treffer mit dem Kopf gegenüber. Einer Analyse des Portals Statista zufolge war der Rheinländer darüber hinaus der Spieler mit der fünftbesten Zweikampfquote (68,1 %) der Hinrunde. Hinter Angeliño landete Raphaël Guerreiro auf dem zweiten Platz und wurde als einziger defensiver Außenbahnspieler in die internationale Klasse einsortiert. Während ein Teil der Kritiker die offensiven Vorstöße des Portugiesen, die diesen zu einem „verkappten Spielmacher“ machten, lobten, kritisierte die andere Seite Guerreiros Mängel in der Defensivarbeit. Neben Routinier und Sechser Thomas Delaney schaffte es auch der neu verpflichtete 17-Jährige Jude Bellingham in die nationale Klasse der Liste in der Kategorie der defensiven und zentralen Mittelfeldspieler. Das Magazin attestierte dem Jungen eine für sein Alter erstaunliche Reife und Begabung. Thomas Meunier, auf den im Vorfeld als Nachfolger von Achraf Hakimi große Stücke gesetzt wurden, spielte zwar regelmäßig, wusste auf der Außenbahn aber weder defensiv noch offensiv zu überzeugen. Sport.de ging sogar so weit, den Belgier neben Ozan Kabak (FC Schalke 04) und Benjamin Pavard (FC Bayern) in der Abwehr der „Hinrunden-Flop-Elf“ aufzustellen. Mangelnder Stabilität in der Defensive stand beim „nicht selten schwächsten Dortmunder auf dem Platz“ eine „hölzerne“ Vorwärtsbewegung gegenüber. Im offensiven Mittelfeld kamen weder Marco Reus noch Julian Brandt in die Liste des kicker. Das Magazin hob vor allem Reus' schlechte Leistungen bei den Niederlagen gegen Union und Stuttgart sowie beim Remis gegen Mainz 05 (in Letzterem hatte er beispielsweise einen spielentscheidenden Strafstoß verschossen) hervor. Der Kapitän, der, so das Blatt, sonst gestärkt aus seinen Verletzungsphasen zurückgekehrt wäre, ließ den sonst von ihm gewöhnten Elan vermissen und schwankte zu sehr in seinen Auftritten. Den im November 2020 gerade erst volljährig gewordenen Giovanni Reyna listete der kicker gemeinsam mit Jadon Sancho in der nationalen Klasse der offensiven Flügelspieler. Der US-Amerikaner, der seine erste richtige Hinrunde als BVB-Profi absolvierte, bewies Spielverständnis und Torgefährlichkeit und bereitete beispielsweise beim 4:0 gegen den SC Freiburg drei Treffer vor. Der Engländer Sancho verdiente sich in der Hinserie 17 Scorerpunkte, fiel aber laut den Experten etwas von seinem Niveau der Vorsaison ab. Darüber hinaus war Sancho der erfolgreichste Scorer Dortmunds in den ersten beiden Runden. Bei den Stürmern schaffte es Erling Haaland gemeinsam mit Robert Lewandowski in die Weltklasse. Der Norweger traf sechsmal in der Champions League sowie zwölfmal in der Liga, ehe er kurz vor Weihnachten eine Verletzungspause einlegen musste. Haaland hatte sich mittlerweile auch stellenweise weiter nach hinten orientiert, vor allem bei gegnerischen Ballbesitzphasen; eine Maßnahme, die der kicker schon im Verlauf der Rückserie der Vorsaison empfohlen hatte.

### Rückrunde
Spätestens in der Rückrunde gelang es dem Team, unter Edin Terzić durch die dauerhafte Rückkehr zu einer Viererabwehrkette seine Anfälligkeit bei schnellen gegnerischen Vorstößen zu überwinden. Dortmund konnte weiter die Anzahl gewonnener Spiele deutlich verbessern, die Gegentorquote pro Partie verringern, mehr Großchancen verwerten und sowohl die Anzahl der Tore als auch Punkte pro Spiel steigern. Hierfür sorgte Terzić unter anderem mit einem Wechsel von Bürki zu Hitz auf der Torhüterposition zu Beginn der Rückserie oder mit der Ernennung von Mahmoud Dahoud, der unter Favre kaum zum Zug gekommenen war, als Ersatz für Axel Witsel nach dessen Achillessehnenverletzung. Auch Leistungsträger wie Sancho oder Reus konnten sich unter ihrem neuen Trainer wieder in ihren Leistungen steigern, schließlich wurde sogar Łukasz Piszczek vor seinem Karriereende im Sommer 2021 auch noch einmal zu einem wichtigen Baustein, nachdem der Neuzugang Thomas Meunier weitestgehend enttäuscht hatte. Die offensiven Jungspieler Youssoufa Moukoko und Ansgar Knauff kamen unter Terzić ebenso zu ihren ersten Spielen in der Bundesliga wie auch im Europapokal. Gleiches galt für Steffen Tigges, Spielführer und bester Torschütze der U23.
In der Liga konnte der BVB einen zwischenzeitlichen Rückstand von sieben Zählern auf Eintracht Frankfurt und Rang 4 – der zur Teilnahme an der Champions-League-Gruppenphase berechtigte – wettmachen, mit dem DFB-Pokal holte Dortmund dann auch seinen ersten Titel seit dem DFL-Supercup 2019. In der Champions League verlor man zweimal mit 1:2 gegen den späteren Finalisten Manchester City, vor allem im Rückspiel war die Borussia laut dem Portal Goal.com „tapfer und widerspenstig“, scheiterte letztendlich aber an der „Klasse und Dominanz“ der Engländer.

## Spielkleidung
| Heim | Auswärts | Ausweich |

## Statistiken

### Alle Spiele im Detail
Die Tabelle listet alle Spiele des Vereins der Saison 2020/21 inklusive der Vorbereitungs- und Testspiele auf. Spiele, die im Elfmeterschießen entschieden wurden, werden als Unentschieden (gelb) gewertet, Siege sind grün und Niederlagen rot markiert.
| Datum              | Heim                     | Gast                     | Ergebnis             | Tore BVB | Ort                                    | Wettbewerb                           |
| ------------------ | ------------------------ | ------------------------ | -------------------- | --- | -------------------------------------- | ------------------------------------ |
| 12. August 2020    | SCR Altach               |                          | 0:6 (0:3)            | 0:1 Reyna (14.), 0:2 Haaland (36., Foulelfmeter), 0:3 Haaland (45.), 0:4 Hazard (75., Foulelfmeter), 0:5 Can (86.), 0:6 Brandt (90.)                                                                               | Cashpoint-Arena, Altach                | Testspiel                            |
| 16. August 2020    |                          | FK Austria Wien          | 11:2 (4:1)           | 1:0 Reyna (9.), 2:0 Reyna (23.), 3:1 Guerreiro (41.), 4:1 Pherai (44.), 5:1 Sancho (52.), 6:2 Can (65.), 7:2 Wolf (73.), 8:2 Hazard (76., Foulelfmeter), 9:2 Bellingham (77.), 10:2 Duman (81.), 11:2 Schulz (86.) | Cashpoint-Arena, Altach                | Testspiel                            |
| 22. August 2020    | MSV Duisburg             |                          | 1:5 (1:3)            | 0:1 Reyna (12.), 0:2 Hazard (14.), 0:3 Sancho (26.), 1:4 Knauff (49.), 1:5 Knauff (60.) | Schauinsland-Reisen-Arena, Duisburg    | Testspiel                            |
| 22. August 2020    |                          | Feyenoord Rotterdam      | 1:3 (0:2)            | 1:3 Witsel (52.) | Schauinsland-Reisen-Arena, Duisburg    | Testspiel                            |
| 28. August 2020    |                          | SC Paderborn 07          | 1:1 (1:0)            | 1:0 Pherai (30.) | BVB-Trainingszentrum Brackel, Dortmund | Testspiel                            |
| 28. August 2020    |                          | VfL Bochum               | 1:3 (0:2)            | 1:3 Hummels (67.) | BVB-Trainingszentrum Brackel, Dortmund | Testspiel                            |
| 7. September 2020  |                          | Sparta Rotterdam         | 2:1 (0:0)            | 1:0 Reus (63.), 2:0 Pherai (66.) | BVB-Trainingszentrum Brackel, Dortmund | Testspiel                            |
| 14. September 2020 | MSV Duisburg             |                          | 0:5 (0:3)            | 0:1 Sancho (14., Handelfmeter), 0:2 Bellingham (30.), 0:3 Hazard (39.), 0:4 Reyna (50.), 0:5 Reus (58.) | Schauinsland-Reisen-Arena, Duisburg    | DFB-Pokal, 1. Hauptrunde             |
| 19. September 2020 |                          | Borussia Mönchengladbach | 3:0 (1:0)            | 1:0 Reyna (35.), 2:0 Haaland (54., Foulelfmeter), 3:0 Haaland (77.) | Westfalenstadion, Dortmund             | Bundesliga                           |
| 26. September 2020 | FC Augsburg              |                          | 2:0 (1:0)            | | WWK-Arena, Augsburg                    | Bundesliga                           |
| 30. September 2020 | FC Bayern München        |                          | 3:2 (2:1)            | 2:1 Brandt (39.), 2:2 Haaland (56.) | Allianz Arena, München                 | DFL-Supercup                         |
| 3. Oktober 2020    |                          | SC Freiburg              | 4:0 (1:0)            | 1:0 Haaland (31.), 2:0 Can (47.), 3:0 Haaland (66.), 4:0 Passlack (90+2.) | Westfalenstadion, Dortmund             | Bundesliga                           |
| 17. Oktober 2020   | TSG 1899 Hoffenheim      |                          | 0:1 (0:0)            | 0:1 Reus (76.) | Prezero-Arena, Sinsheim                | Bundesliga                           |
| 20. Oktober 2020   | Lazio Rom                |                          | 3:1 (2:0)            | 2:1 Haaland (71.) | Olympiastadion, Rom                    | UEFA Champions League, Gruppenphase  |
| 24. Oktober 2020   |                          | FC Schalke 04            | 3:0 (0:0)            | 1:0 Akanji (55.), 2:0 Haaland (61.), 3:0 Hummels (78.) | Westfalenstadion, Dortmund             | Bundesliga, 181. Revierderby         |
| 28. Oktober 2020   |                          | Zenit St. Petersburg     | 2:0 (0:0)            | 1:0 Sancho (78., Foulelfmeter), 2:0 Haaland (90+1.) | Westfalenstadion, Dortmund             | UEFA Champions League, Gruppenphase  |
| 31. Oktober 2020   | Arminia Bielefeld        |                          | 0:2 (0:0)            | 0:1 Hummels (53.), 0:2 Hummels (71.) | SchücoArena                            | Bundesliga                           |
| 4. November 2020   | FC Brügge                |                          | 0:3 (0:3)            | 0:1 Hazard (14.), 0:2 Haaland (18.), 0:3 Haaland (32.) | Jan-Breydel-Stadion, Brügge            | UEFA Champions League, Gruppenphase  |
| 7. November 2020   |                          | FC Bayern München        | 2:3 (1:1)            | 1:0 Reus (45.), 2:3 Haaland (83.) | Westfalenstadion, Dortmund             | Bundesliga                           |
| 21. November 2020  | Hertha BSC               |                          | 2:5 (1:0)            | 1:1 Haaland (47.), 1:2 Haaland (49.), 1:3 Haaland (62.), 1:4 Guerreiro (70.), 2:5 Haaland (80.) | Olympiastadion, Berlin                 | Bundesliga                           |
| 24. November 2020  |                          | FC Brügge                | 3:0 (2:0)            | 1:0 Haaland (18.), 2:0 Sancho (45.), 3:0 Haaland (60.) | Westfalenstadion, Dortmund             | UEFA Champions League, Gruppenphase  |
| 28. November 2020  |                          | 1. FC Köln               | 1:2 (0:1)            | 1:2 Hazard (74.) | Westfalenstadion, Dortmund             | Bundesliga                           |
| 3. Dezember 2020   |                          | Lazio Rom                | 1:1 (1:0)            | 1:0 Guerreiro (44.) | Westfalenstadion, Dortmund             | UEFA Champions League, Gruppenphase  |
| 5. Dezember 2020   | Eintracht Frankfurt      |                          | 1:1 (1:0)            | 1:1 Reyna (56.) | Deutsche Bank Park, Frankfurt am Main  | Bundesliga                           |
| 8. Dezember 2020   | Zenit St. Petersburg     |                          | 1:2 (1:0)            | 1:1 Piszczek (68.), 1:2 Witsel (78.) | Gazprom-Arena, St. Petersburg          | UEFA Champions League, Gruppenphase  |
| 12. Dezember 2020  |                          | VfB Stuttgart            | 1:5 (1:1)            | 1:0 Reyna (39.) | Westfalenstadion, Dortmund             | Bundesliga                           |
| 15. Dezember 2020  | Werder Bremen            |                          | 1:2 (1:1)            | 0:1 Guerreiro (12.), 1:2 Reus (78.) | Weserstadion, Bremen                   | Bundesliga                           |
| 18. Dezember 2020  | 1. FC Union Berlin       |                          | 2:1 (0:0)            | 1:1 Moukoko (60.) | Stadion An der Alten Försterei, Berlin | Bundesliga                           |
| 22. Dezember 2020  | Eintracht Braunschweig   |                          | 0:2 (0:1)            | 0:1 Hummels (12.), 0:2 Sancho (90.) | Eintracht-Stadion, Braunschweig        | DFB-Pokal, 2. Hauptrunde             |
| 3. Januar 2021     |                          | VfL Wolfsburg            | 2:0 (0:0)            | 1:0 Akanji (66.), 2:0 Sancho (90.) | Westfalenstadion, Dortmund             | Bundesliga                           |
| 9. Januar 2021     | RB Leipzig               |                          | 1:3 (0:0)            | 0:1 Sancho (55.), 0:2 Haaland (71.), 0:3 Haaland (84.) | Red Bull Arena, Leipzig                | Bundesliga                           |
| 16. Januar 2021    |                          | 1. FSV Mainz 05          | 1:1 (0:0)            | 1:1 Meunier (73.) | Westfalenstadion, Dortmund             | Bundesliga                           |
| 19. Januar 2021    | Bayer 04 Leverkusen      |                          | 2:1 (1:0)            | 1:1 Brandt (67.) | BayArena, Leverkusen                   | Bundesliga                           |
| 22. Januar 2021    | Borussia Mönchengladbach |                          | 4:2 (2:2)            | 1:1 Haaland (22.), 1:2 Haaland (28.) | Borussia-Park, Mönchengladbach         | Bundesliga                           |
| 30. Januar 2021    |                          | FC Augsburg              | 3:1 (1:1)            | 1:1 Delaney (26.), 2:1 Sancho (63.), 3:1 Uduokhai (75., Eigentor) | Westfalenstadion, Dortmund             | Bundesliga                           |
| 2. Februar 2021    |                          | SC Paderborn 07          | 3:2 n. V. (2:2, 2:0) | 1:0 Can (6.), 2:0 Sancho (16.), 3:2 Haaland (95.) | Westfalenstadion, Dortmund             | DFB-Pokal, Achtelfinale              |
| 6. Februar 2021    | SC Freiburg              |                          | 2:1 (0:0)            | 2:1 Moukoko (76.) | Dreisamstadion, Freiburg               | Bundesliga                           |
| 13. Februar 2021   |                          | TSG 1899 Hoffenheim      | 2:2 (1:1)            | 1:0 Sancho (24.), 2:2 Haaland (81.) | Westfalenstadion, Dortmund             | Bundesliga                           |
| 17. Februar 2021   | FC Sevilla               |                          | 2:3 (1:3)            | 1:1 Dahoud (19.), 1:2 Haaland (27.), 1:3 Haaland (43.) | Estadio Ramón Sánchez Pizjuán, Sevilla | UEFA Champions League, Achtelfinale  |
| 20. Februar 2021   | FC Schalke 04            |                          | 0:4 (0:2)            | 0:1 Sancho (42.), 0:2 Haaland (45.), 0:3 Guerreiro (60.), 0:4 Haaland (79.) | Veltins-Arena, Gelsenkirchen           | Bundesliga, 182. Revierderby         |
| 27. Februar 2021   |                          | Arminia Bielefeld        | 3:0 (0:0)            | 1:0 Dahoud (48.), 2:0 Sancho (58., Foulelfmeter), 3:0 Reinier (81.) | Westfalenstadion, Dortmund             | Bundesliga                           |
| 2. März 2021       | Borussia Mönchengladbach |                          | 0:1 (0:0)            | 0:1 Sancho (66.) | Borussia-Park, Mönchengladbach         | DFB-Pokal, Viertelfinale             |
| 6. März 2021       | FC Bayern München        |                          | 4:2 (2:2)            | 0:1 Haaland (2.), 0:2 Haaland (9.) | Allianz Arena, München                 | Bundesliga                           |
| 9. März 2021       |                          | FC Sevilla               | 2:2 (1:0)            | 1:0 Haaland (35.), 2:0 Haaland (54., Foulelfmeter) | Westfalenstadion, Dortmund             | UEFA Champions League, Achtelfinale  |
| 13. März 2021      |                          | Hertha BSC               | 2:0 (0:0)            | 1:0 Brandt (54.), 2:0 Moukoko (90+1.) | Westfalenstadion, Dortmund             | Bundesliga                           |
| 20. März 2021      | 1. FC Köln               |                          | 2:2 (1:1)            | 0:1 Haaland (3.), 2:2 Haaland (90) | Rheinenergiestadion, Köln              | Bundesliga                           |
| 3. April 2021      |                          | Eintracht Frankfurt      | 1:2 (1:1)            | 1:1 Hummels (45.) | Westfalenstadion, Dortmund             | Bundesliga                           |
| 6. April 2021      | Manchester City          |                          | 2:1 (1:0)            | 1:1 Reus (84.) | Etihad Stadium, Manchester             | UEFA Champions League, Viertelfinale |
| 10. April 2021     | VfB Stuttgart            |                          | 2:3 (1:0)            | 1:1 Bellingham (47.), 1:2 Reus (52.), 2:3 Knauff (80.) | Mercedes-Benz Arena, Stuttgart         | Bundesliga                           |
| 14. April 2021     |                          | Manchester City          | 1:2 (1:0)            | 1:0 Bellingham (15.) | Westfalenstadion, Dortmund             | UEFA Champions League, Viertelfinale |
| 18. April 2021     |                          | Werder Bremen            | 4:1 (3:1)            | 1:1 Reyna (29.), 2:1 Haaland (34., Foulelfmeter), 3:1 Haaland (38.), 4:1 Hummels (87.) | Westfalenstadion, Dortmund             | Bundesliga                           |
| 21. April 2021     |                          | 1. FC Union Berlin       | 2:0 (1:0)            | 1:0 Reus (27.), 2:0 Guerreiro (88.) | Westfalenstadion, Dortmund             | Bundesliga                           |
| 24. April 2021     | VfL Wolfsburg            |                          | 0:2 (0:1)            | 0:1 Haaland (12.), 0:2 Haaland (68.) | Volkswagen Arena, Wolfsburg            | Bundesliga                           |
| 1. Mai 2021        |                          | Holstein Kiel            | 5:0 (5:0)            | 1:0 Reyna (16.), 2:0 Reyna (23.), 3:0 Reus (26.), 4:0 Hazard (32.), 5:0 Bellingham (42.) | Westfalenstadion, Dortmund             | DFB-Pokal, Halbfinale                |
| 8. Mai 2021        |                          | RB Leipzig               | 3:2 (1:0)            | 1:0 Reus (7.), 2:0 Sancho (51.), 3:2 Sancho (87.) | Westfalenstadion, Dortmund             | Bundesliga                           |
| 13. Mai 2021       | RB Leipzig               |                          | 1:4 (0:3)            | 0:1 Sancho (5.), 0:2 Haaland (28.), 0:3 Sancho (45.), 1:4 Haaland (87.) | Olympiastadion, Berlin                 | DFB-Pokal, Finale                    |
| 15. Mai 2021       | 1. FSV Mainz 05          |                          | 1:3 (0:2)            | 0:1 Guerreiro (23.), 0:2 Reus (42.), 0:3 Brandt (80.) | Opel Arena, Mainz                      | Bundesliga                           |
| 22. Mai 2021       |                          | Bayer 04 Leverkusen      | 3:1 (1:0)            | 1:0 Haaland (5.), 1:0 Reus (51.), 3:0 Haaland (84.) | Westfalenstadion, Dortmund             | Bundesliga                           |

### Einsatzstatistiken
Die Tabelle zeigt die Pflichtspieleinsätze (exklusive des Supercups) aller im Kader gelisteter Spieler inklusive deren Tore auf. In Elfmeterschießen erzielte Tore werden nicht gelistet. Fett markierte Werte sind Höchstwerte innerhalb der Mannschaft.
Anm.: Bis zu seinem 16. Geburtstag am 20. November 2020 durfte Youssoufa Moukoko für kein Pflichtspiel nominiert werden.
| Nr.             | Nat.               | Name                 | Position   | Spiele BL    | Tore BL      | Spiele CL    | Tore CL      | Spiele Pokal | Tore Pokal   | Spiele gesamt | Tore gesamt  |
| --------------- | ------------------ | -------------------- | ---------- | ------------ | ------------ | ------------ | ------------ | ------------ | ------------ | ------------- | ------------ |
| 01              | Schweiz            | Roman Bürki          | Tor        | 19           | 0            | 4            | 0            | 1            | 0            | 23            | 0            |
| 02              | Spanien            | Mateu Morey          | Abwehr     | 13           | 0            | 7            | 0            | 4            | 0            | 24            | 0            |
| 05              | Frankreich         | Dan-Axel Zagadou     | Abwehr     | 9            | 0            | 2            | 0            | 2            | 0            | 13            | 0            |
| 06              | Danemark           | Thomas Delaney       | Mittelfeld | 20           | 1            | 7            | 0            | 6            | 0            | 33            | 1            |
| 07              | England            | Jadon Sancho         | Mittelfeld | 26           | 8            | 6            | 2            | 6            | 6            | 38            | 16           |
| 08              |                    | Mahmoud Dahoud       | Mittelfeld | 21           | 1            | 6            | 1            | 3            | 0            | 30            | 2            |
| 09              | Norwegen           | Erling Haaland       | Sturm      | 28           | 27           | 7            | 11           | 4            | 3            | 40            | 40           |
| 10              | Belgien            | Thorgan Hazard       | Mittelfeld | 16           | 1            | 7            | 1            | 5            | 2            | 28            | 4            |
| 11              |                    | Marco Reus           | Sturm      | 32           | 8            | 10           | 1            | 6            | 2            | 48            | 11           |
| 13              | Portugal           | Raphaël Guerreiro    | Abwehr     | 27           | 5            | 8            | 1            | 5            | 0            | 40            | 6            |
| 14              |                    | Nico Schulz          | Abwehr     | 13           | 0            | 3            | 0            | 2            | 0            | 18            | 0            |
| 15              |                    | Mats Hummels         | Abwehr     | 33           | 5            | 8            | 0            | 5            | 1            | 46            | 6            |
| 16              | Schweiz            | Manuel Akanji        | Abwehr     | 28           | 2            | 7            | 0            | 5            | 0            | 40            | 2            |
| 18              |                    | Youssoufa MoukokoU19 | Sturm      | 14           | 3            | 1            | 0            | 0            | 0            | 15            | 3            |
| 19              |                    | Julian Brandt        | Mittelfeld | 31           | 3            | 8            | 0            | 5            | 0            | 44            | 3            |
| 20              | Brasilien          | Reinier              | Mittelfeld | 14           | 1            | 2            | 0            | 2            | 0            | 18            | 1            |
| 22              | England            | Jude Bellingham      | Mittelfeld | 29           | 1            | 10           | 1            | 6            | 2            | 45            | 4            |
| 23              |                    | Emre Can             | Mittelfeld | 28           | 1            | 6            | 0            | 5            | 1            | 39            | 2            |
| 24              | Belgien            | Thomas Meunier       | Mittelfeld | 21           | 1            | 7            | 0            | 4            | 0            | 32            | 1            |
| 25              |                    | Luca Unbehaun        | Tor        | ohne Einsatz | ohne Einsatz | ohne Einsatz | ohne Einsatz | ohne Einsatz | ohne Einsatz | ohne Einsatz  | ohne Einsatz |
| 26              | Polen              | Łukasz Piszczek      | Abwehr     | 11           | 0            | 3            | 1            | 4            | 0            | 18            | 1            |
| 27              |                    | Marius Wolf1–2       | Mittelfeld | ohne Einsatz | ohne Einsatz | ohne Einsatz | ohne Einsatz | ohne Einsatz | ohne Einsatz | ohne Einsatz  | ohne Einsatz |
| 27              |                    | Steffen TiggesII     | Sturm      | 6            | 0            | 1            | 0            | 1            | 0            | 8             | 0            |
| 28              | Belgien            | Axel Witsel          | Mittelfeld | 15           | 0            | 5            | 1            | 2            | 0            | 22            | 1            |
| 29              |                    | Marcel Schmelzer     | Abwehr     | ohne Einsatz | ohne Einsatz | ohne Einsatz | ohne Einsatz | ohne Einsatz | ohne Einsatz | ohne Einsatz  | ohne Einsatz |
| 30              |                    | Felix Passlack       | Mittelfeld | 7            | 1            | 5            | 0            | 1            | 0            | 13            | 1            |
| 32              | Vereinigte Staaten | Giovanni Reyna       | Mittelfeld | 32           | 4            | 8            | 0            | 5            | 3            | 45            | 7            |
| 35              | Schweiz            | Marwin Hitz          | Tor        | 16           | 0            | 6            | 0            | 5            | 0            | 27            | 0            |
| 36              |                    | Ansgar KnauffU19     | Sturm      | 4            | 1            | 3            | 0            | 0            | 0            | 7             | 1            |
| 37              |                    | Tobias RaschlII      | Mittelfeld | ohne Einsatz | ohne Einsatz | ohne Einsatz | ohne Einsatz | ohne Einsatz | ohne Einsatz | ohne Einsatz  | ohne Einsatz |
| 39              |                    | Dominik WannerU19    | Sturm      | ohne Einsatz | ohne Einsatz | ohne Einsatz | ohne Einsatz | ohne Einsatz | ohne Einsatz | ohne Einsatz  | ohne Einsatz |
| 40              |                    | Stefan DrljačaII     | Tor        | ohne Einsatz | ohne Einsatz | ohne Einsatz | ohne Einsatz | ohne Einsatz | ohne Einsatz | ohne Einsatz  | ohne Einsatz |
| Stand: Endstand |                    |                      |            |              |              |              |              |              |              |               |              |

### Sonstige Statistiken
- Bundesliga: 20 Siege, 4 Remis, 10 Niederlagen, 75:46 Tore
- Champions League: 5 Siege, 2 Remis, 3 Niederlagen, 19:13 Tore
- DFB-Pokal: 6 Siege, 21:3 Tore
- Meiste gewonnene Zweikämpfe (Bundesliga): Mats Hummels, 386 (ligaintern Platz 5)[12]
- Meiste Torvorlagen (Bundesliga): Jadon Sancho, 11 (ligaintern Platz 4)[13]

### Bundesliga-Tabellenverlauf
Verlegte Partien werden entsprechend der ursprünglichen Terminierung dargestellt, damit an allen Spieltagen für jede Mannschaft die gleiche Anzahl an Spielen berücksichtigt wird.
|                   | 1 | 2  | 3 | 4 | 5 | 6 | 7 | 8 | 9 | 10 | 11 | 12 | 13 | 14 | 15 | 16 | 17 | 18 | 19 | 20 | 21 | 22 | 23 | 24 | 25 | 26 | 27 | 28 | 29 | 30 | 31 | 32 | 33 | 34 |
| ----------------- | - | -- | - | - | - | - | - | - | - | -- | -- | -- | -- | -- | -- | -- | -- | -- | -- | -- | -- | -- | -- | -- | -- | -- | -- | -- | -- | -- | -- | -- | -- | -- |
| Borussia Dortmund | 3 | 10 | 5 | 3 | 3 | 2 | 3 | 2 | 4 | 4  | 5  | 4  | 5  | 4  | 4  | 4  | 4  | 7  | 6  | 6  | 6  | 6  | 5  | 6  | 5  | 5  | 5  | 5  | 5  | 5  | 5  | 4  | 4  | 3  |
| Stand: Endstand   |   |    |   |   |   |   |   |   |   |    |    |    |    |    |    |    |    |    |    |    |    |    |    |    |    |    |    |    |    |    |    |    |    |    |

### Bundesliga-Zuschauerzahlen
| Westfalenstadion (Signal Iduna Park) | 81.365 | 21.800 | 1.282 | 1,58 % | 0/17 * | 1&1 | Opel | Puma |
| Stand: Endstand                      |        |        |       |        |        |     |      |      |